# 鄧華

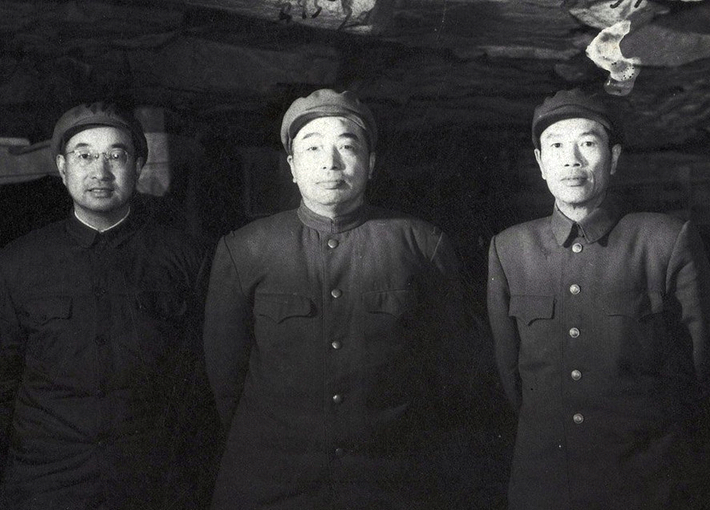
1954年、朝鮮戦争時の人民志願軍司令部にて。陳賡（左）、彭徳懐（中央）、鄧華（右）。

鄧 華（とう か、1910年4月28日 - 1980年7月3日）は、中華人民共和国の軍人。建国功労者、開国上将（1955年、上将に任命された55人の一人）。

## 経歴
1910年4月28日湖南省に生まれる。原名は多華。1927年、中国共産党に入党。1928年 湘南武装蜂起に参加してのち中国工農紅軍で宣伝中隊長などを歴任。1941年、第4野戦軍第15兵団司令員。人民志願軍第一副司令。1955年3月、瀋陽軍区司令員。人民解放軍副総参謀長、軍事科学院副院長など軍中枢を歴任し、1955年上将に任じられた。党中央委員など党重職も歴任し、一級八一勲章、一級独立自由勲章、一級解放勲章。龍源口の戦いでは、わずか2名しか被害を出さなかったなど、軍戦術的な才能に恵まれていた。開国上将記念館では英雄と称えられている。